# Mohamed Camara (football, 2000)
Pour les articles homonymes, voir Mohamed Camara et Camara.
Mohamed Camara, né le 6 janvier 2000 à Bamako au Mali, est un footballeur international malien qui évolue au poste de milieu de terrain à Al-Sadd SC.

## Biographie

### En club
Formé à l'AS Real Bamako, au Mali, Mohamed Camara rejoint l'Autriche et signe en faveur du Red Bull Salzbourg le 29 janvier 2018 mais il est directement cédé à son club partenaire, le FC Liefering. C'est avec ce club qu'il fait ses débuts en professionnel, jouant son premier match le 23 février 2018, lors d'une rencontre de deuxième division autrichienne face au FC Blau-Weiß Linz. Il est titularisé et son équipe s'incline par deux buts à un.
Le 8 janvier 2019 Camara est prêté au TSV Hartberg pour la deuxième partie de la saison 2018-2019.
Le 5 juillet 2020, Camara inscrit son premier but pour Salzbourg, lors d'une rencontre de championnat face au LASK. Entré en jeu, il participe à la victoire de son équipe par trois buts à zéro.
En février 2021, Mohamed Camara et l'un de ses coéquipiers de Salzbourg et de sélection, Sékou Koïta, sont suspendus trois mois pour avoir été contrôlés positifs lors d'un contrôle antidopage. Leur club précise que ce n'était pas intentionnel, les deux joueurs ayant suivi les directives du médecin de la sélection malienne,.
Il est sacré champion d'Autriche pour la troisième fois à l'issue de la saison 2021-2022, participant au neuvième sacre consécutif du RB Salzbourg.
Le 14 août 2022, Mohamed Camara rejoint l'AS Monaco. Il signe un contrat de cinq ans.
Lors de son premier match, titulaire sur le terrain du Paris-Saint-Germain, il réalise un match de très haut niveau et est cité dans l'équipe-type de la quatrième journée de Ligue 1 grâce à sa contribution au match nul 1-1. Lors des 17e et 18e journées de Ligue 1, il offre coup sur coup une passe décisive, contribuant aux victoires contre le Stade brestois et match nul sur le terrain du FC Lorient (2-2 score final).
Le 30 juillet 2024, Mohamed Camara s'engage à Al-Sadd au Qatar.Il signe jusqu'en 2029.

### En équipe nationale
Avec les moins de 17 ans, il participe à la Coupe d'Afrique des nations des moins de 17 ans en 2017. Lors de cette compétition, il officie comme capitaine de l'équipe. Il s'illustre en inscrivant un but lors du premier match contre le Niger. Le Mali remporte le tournoi en battant le Ghana en finale.
Il dispute ensuite quelques mois plus tard la Coupe du monde des moins de 17 ans organisée en Inde. Lors du mondial junior, il est de nouveau capitaine. Il prend part à l'intégralité des matchs, à l'exception de la demi-finale face à l'Espagne, pour cause de suspension. Il s'illustre lors du premier tour en délivrant une passe décisive face à la Nouvelle-Zélande. Le Mali se classe quatrième du mondial.
Avec les moins de 20 ans, il participe à la Coupe d'Afrique des nations des moins de 20 ans en 2019. Il ne joue qu'un seul match lors de ce tournoi, lors du premier tour, face au Sénégal. Le Mali remporte la compétition en battant le Sénégal en finale après une séance de tirs au but.
Il dispute ensuite quelques mois plus tard la Coupe du monde des moins de 20 ans qui se déroule en Pologne. Il s'illustre lors du premier tour avec un but inscrit, contre l'Arabie saoudite, mais également avec trois passes décisives délivrées (une lors de chaque match). Il termine la compétition  avec deux buts et trois passes décisives à son actif.
Le 13 octobre 2019, il honore sa première sélection avec l'équipe nationale du Mali lors du trophée Nelson Mandela contre l'Afrique du Sud. Le Mali s'incline sur le score de deux buts à un ce jour-là. Le 17 novembre 2019, pour sa deuxième sélection seulement, Mohamed Camara inscrit son premier but pour le Mali, lors d'un match de qualification pour la Coupe d'Afrique des nations 2021 face au Tchad. Les Maliens s'imposent par deux buts à zéro ce jour-là.
En décembre 2021, Camara est retenu par le sélectionneur Mohamed Magassouba pour participer à la Coupe d'Afrique des nations 2021,.
Le 4 juin 2022, Camara marque son deuxième but face à la république démocratique du Congo. Il ouvre le score dès la première minute de jeu et son équipe s'impose par quatre buts à zéro.
Le 2 janvier 2024, il est retenu dans la liste des vingt-sept joueurs maliens sélectionnés par Éric Chelle pour disputer la Coupe d'Afrique des nations 2023.

## Polémique
Le 19 mai 2024, la Ligue de football professionnel apporte son soutien à la Journée mondiale contre l'homophobie, la transphobie et la biphobie, et Mohamed Camara se fait remarquer lors d'un match contre Nantes en couvrant « le mot « Homophobie » barré d’un trait rouge avec du scotch blanc […] Le logo de la Ligue 1 exceptionnellement aux couleurs arc-en-ciel du mouvement LGBT a également été recouvert de noir » et en refusant de poser pour « la photo de groupe d’avant-match sur laquelle les footballeurs posaient avec le slogan « Homophobie » raturé »,. Ce comportement suscite une polémique au sein du club de Monaco. La ministre des sports réclame des sanctions contre le joueur et contre l'AS Monaco qui a laissé faire.

## Statistiques
| Saison                | Club                  | Championnat           | Championnat | Championnat | Coupe(s) nationale(s) | Coupe(s) nationale(s) | Compétition(s) continentale(s) | Compétition(s) continentale(s) | Compétition(s) continentale(s) | Mali | Mali | Total | Total |
| Saison                | Club                  | Division              | M.          | B.          | M.                    | B.                    | Comp.                          | M.                             | B.                             | M.   | B.   | M.    | B.    |
| 2017-2018             | FC Liefering          | 2. Liga               | 15          | 1           | -                     | -                     | -                              | -                              | -                              | -    | -    | 15    | 1     |
| 2018-2019             | FC Liefering          | 2. Liga               | 14          | 2           | -                     | -                     | -                              | -                              | -                              | -    | -    | 14    | 2     |
| 2019-2020             | FC Liefering          | 2. Liga               | 6           | 1           | -                     | -                     | -                              | -                              | -                              | -    | -    | 6     | 1     |
| Sous-total            | Sous-total            | Sous-total            | 35          | 4           | -                     | -                     | -                              | -                              | -                              | -    | -    | 35    | 4     |
| 2018-2019             | TSV Hartberg (prêt)   | Bundesliga            | 7           | 0           | -                     | -                     | -                              | -                              | -                              | -    | -    | 7     | 0     |
| 2019-2020             | Red Bull Salzbourg    | Bundesliga            | 13          | 1           | 1                     | 0                     | C3                             | 2                              | 0                              | 2    | 1    | 18    | 2     |
| 2020-2021             | Red Bull Salzbourg    | Bundesliga            | 15          | 0           | 4                     | 2                     | C1                             | 7                              | 0                              | 5    | 0    | 31    | 2     |
| 2021-2022             | Red Bull Salzbourg    | Bundesliga            | 25          | 1           | 2                     | 0                     | C1                             | 10                             | 0                              | 8    | 2    | 45    | 3     |
| Sous-total            | Sous-total            | Sous-total            | 53          | 2           | 7                     | 2                     | -                              | 19                             | 0                              | 15   | 3    | 94    | 7     |
| 2022-2023             | AS Monaco FC          | Ligue 1               | 29          | 0           | -                     | -                     | C3                             | 8                              | 0                              | 2    | 0    | 39    | 0     |
| 2023-2024             | AS Monaco FC          | Ligue 1               | 20          | 1           | -                     | -                     | -                              | -                              | -                              | 9    | 0    | 29    | 1     |
| Sous-total            | Sous-total            | Sous-total            | 49          | 1           | -                     | -                     | -                              | 8                              | 0                              | 11   | 0    | 68    | 1     |
| 2024-2025             | Al-Saad SC            | QSL                   | 7           | 0           | -                     | -                     | -                              | 6                              | 0                              | 5    | 0    | 18    | 0     |
| Sous-total            | Sous-total            | Sous-total            | 7           | 0           | -                     | -                     | -                              | 6                              | 0                              | 5    | 0    | 18    | 0     |
| Total sur la carrière | Total sur la carrière | Total sur la carrière | 151         | 7           | 7                     | 2                     | -                              | 33                             | 0                              | 31   | 3    | 222   | 12    |

### Liste des matches internationaux
| Matches internationaux de Mohamed Camara | Matches internationaux de Mohamed Camara | Matches internationaux de Mohamed Camara                   | Matches internationaux de Mohamed Camara | Matches internationaux de Mohamed Camara | Matches internationaux de Mohamed Camara | Matches internationaux de Mohamed Camara                             |
|                                          | Date                                     | Lieu                                                       | Adversaire                               | Résultat                                 | Compétition                              | Notes                                                                |
| ---------------------------------------- | ---------------------------------------- | ---------------------------------------------------------- | ---------------------------------------- | ---------------------------------------- | ---------------------------------------- | -------------------------------------------------------------------- |
| 1.                                       | 13 octobre 2019                          | Nelson Mandela Bay Stadium, Port Elizabeth, Afrique du Sud | Afrique du Sud                           | 2 - 1                                    | Match amical                             | Entré en jeu à la place de Cheick Doucouré à la 64e minute de jeu.   |
| 2.                                       | 17 novembre 2019                         | Stade omnisports Idriss-Mahamat-Ouya, N'Djaména, Tchad     | Tchad                                    | 0 - 2                                    | Éliminatoires CAN 2021                   | Titulaire.                                                           |
| 3.                                       | 13 novembre 2020                         | Stade du 26-Mars, Bamako, Mali                             | Namibie                                  | 1 - 0                                    | Éliminatoires CAN 2021                   | Entré en jeu à la place d'Amadou Haidara à la 77e minute de jeu.     |
| 4.                                       | 17 novembre 2020                         | Sam Nujoma Stadium, Windhoek, Namibie                      | Namibie                                  | 1 - 2                                    | Éliminatoires CAN 2021                   | Titulaire.                                                           |
| 5.                                       | 6 juin 2021                              | Stade Mustapha-Tchaker, Blida, Algérie                     | Algérie                                  | 1 - 0                                    | Match amical                             | Entré en jeu à la place de Lassana Coulibaly à la 85e minute de jeu. |
| 6.                                       | 11 juin 2021                             | Stade olympique d'El Menzah, Tunis, Tunisie                | RD Congo                                 | 1 - 1                                    | Match amical                             | Entré en jeu à la place d'Amadou Haidara à la 46e minute de jeu.     |
| 7.                                       | 15 juin 2021                             | Stade olympique de Radès, Radès, Tunisie                   | Tunisie                                  | 1 - 0                                    | Match amical                             | Entré en jeu à la place d'Aliou Dieng à la 61e minute de jeu.        |
| 8.                                       | 6 septembre 2021                         | St. Mary's Stadium-Kitende, Entebbe, Ouganda               | Ouganda                                  | 0 - 0                                    | Éliminatoires Coupe du monde 2022        | Titulaire et remplacé par Adama Traoré à la 60e minute de jeu.       |
| 9.                                       | 7 octobre 2021                           | Stade Adrar, Agadir, Maroc                                 | Kenya                                    | 5 - 0                                    | Éliminatoires Coupe du monde 2022        | Titulaire.                                                           |
| 10.                                      | 11 novembre 2021                         | Nyamirambo Regional Stadium, Kigali, Rwanda                | Rwanda                                   | 0 - 3                                    | Éliminatoires Coupe du monde 2022        | Titulaire et remplacé par Diadie Samassékou à la 80e minute de jeu.  |
| 11.                                      | 20 janvier 2022                          | Complexe multisports de Japoma, Douala, Cameroun           | Mauritanie                               | 2 - 0                                    | CAN 2021                                 | Entré en jeu à la place d'Yves Bissouma à la 63e minute de jeu.      |
| 12.                                      | 26 janvier 2022                          | Stade de Limbé, Limbé, Cameroun                            | Guinée équatoriale                       | 0 - 0 (5 tab à 6)                        | CAN 2021                                 | Titulaire.                                                           |
| 13.                                      | 29 mars 2022                             | Stade olympique de Radès, Radès, Tunisie                   | Tunisie                                  | 0 - 0                                    | Éliminatoires Coupe du monde 2022        | Entré en jeu à la place d'Amadou Haidara à la 34e minute de jeu.     |
| 14.                                      | 4 juin 2022                              | Stade du 26-Mars, Bamako, Mali                             | Congo                                    | 4 - 0                                    | Éliminatoires CAN 2023                   | Titulaire et remplacé par Moussa Djenepo à la 55e minute de jeu.     |
| 15.                                      | 9 juin 2022                              | St. Mary's Stadium-Kitende, Entebbe, Ouganda               | Soudan du Sud                            | 1 - 3                                    | Éliminatoires CAN 2023                   | Titulaire et remplacé par Aliou Dieng à la 84e minute de jeu.        |
| 16.                                      | 24 septembre 2022                        | Stade du 26-Mars, Bamako, Mali                             | Zambie                                   | 1 - 0                                    | Match amical                             | Titulaire et remplacé par Amadou Haidara à la 63e minute de jeu.     |
| 17.                                      | 28 mars 2023                             | Stade Mohammed-V, Casablanca, Maroc                        | Gambie                                   | 1 - 0                                    | Éliminatoires CAN 2023                   | Titulaire et remplacé par Aliou Dieng à la 58e minute de jeu.        |
| 18.                                      | 8 septembre 2023                         | Stade du 26-Mars, Bamako, Mali                             | Soudan du Sud                            | 4 - 0                                    | Éliminatoires CAN 2023                   | Titulaire et remplacé par Yves Bissouma à la 62e minute de jeu.      |
| 19.                                      | 12 septembre 2023                        | Stade olympique Ebimpé, Anyama, Côte d'Ivoire              | Côte d'Ivoire                            | 0 - 0                                    | Match amical                             | Titulaire.                                                           |
| 20.                                      | 13 octobre 2023                          | Stade du 26-Mars, Bamako, Mali                             | Ouganda                                  | 1 - 0                                    | Match amical                             | Titulaire.                                                           |
| 21.                                      | 17 octobre 2023                          | Estádio do Portimonense, Portimão, Portugal                | Arabie saoudite                          | 1 - 3                                    | Match amical                             | Titulaire et remplacé par Ibrahima Sissoko à la 80e minute de jeu.   |
| 22.                                      | 17 novembre 2023                         | Stade du 26-Mars, Bamako, Mali                             | Tchad                                    | 3 - 1                                    | Éliminatoires Coupe du monde 2026        | Titulaire.                                                           |
| 23.                                      | 24 janvier 2024                          | Stade Laurent Pokou, San-Pédro, Côte d'Ivoire              | Namibie                                  | 0 - 0                                    | CAN 2023                                 | Entré en jeu à la place d'Aliou Dieng à la 68e minute de jeu.        |
| 24.                                      | 30 janvier 2024                          | Stade Amadou Gon Coulibaly, Korhogo, Côte d'Ivoire         | Burkina Faso                             | 2 - 1                                    | CAN 2023                                 | Titulaire et remplacé par Mamadou Fofana à la 90e minute de jeu.     |
| 25.                                      | 6 juin 2024                              | Stade du 26-Mars, Bamako, Mali                             | Ghana                                    | 1 - 2                                    | Éliminatoires Coupe du monde 2026        | Titulaire.                                                           |
| 26.                                      | 11 juin 2024                             | FNB Stadium, Johannesbourg, Afrique du Sud                 | Madagascar                               | 0 - 0                                    | Éliminatoires Coupe du monde 2026        | Titulaire.                                                           |

#### Buts internationaux
| Buts en sélection de Mohamed Camara | Buts en sélection de Mohamed Camara | Buts en sélection de Mohamed Camara                    | Buts en sélection de Mohamed Camara | Buts en sélection de Mohamed Camara | Buts en sélection de Mohamed Camara | Buts en sélection de Mohamed Camara | Buts en sélection de Mohamed Camara |
| #                                   | Date                                | Lieu                                                   | Adversaire                          | Score                               | Résultat                            | Compétition                         |                                     |
| ----------------------------------- | ----------------------------------- | ------------------------------------------------------ | ----------------------------------- | ----------------------------------- | ----------------------------------- | ----------------------------------- | ----------------------------------- |
| 1.                                  | 17 novembre 2019                    | Stade omnisports Idriss-Mahamat-Ouya, N'Djaména, Tchad | Tchad                               | 0 - 2                               | 0 - 2                               | Éliminatoires CAN 2021              |                                     |
| 2.                                  | 4 juin 2022                         | Stade du 26-Mars, Bamako, Mali                         | Congo                               | 1 - 0                               | 4 - 0                               | Éliminatoires CAN 2023              |                                     |
| 3.                                  | 9 juin 2022                         | St. Mary's Stadium-Kitende, Entebbe, Ouganda           | Soudan du Sud                       | 1 - 1                               | 1 - 3                               | Éliminatoires CAN 2023              |                                     |

## Palmarès

### En club
RB Salzbourg
- Championnat d'Autriche (3) :
  - Champion : 2020, 2021 et 2022.
- Coupe d'Autriche (1) :
  - Vainqueur : 2022.

 AS Monaco
- Championnat de France
  - Vice-champion : 2024

### En sélection
Mali - 17 ans
- Coupe d'Afrique des nations des moins de 17 ans
  - Vainqueur : 2017.

 Mali - 20 ans
- Coupe d'Afrique des nations des moins de 20 ans
  - Vainqueur : 2019